# Miss Intercontinental
Miss Intercontinental es un título de belleza femenina internacional. También se conoce así al certamen que lo confiere y que se celebra anualmente, juzgando la belleza integral, la elegancia, la personalidad, el porte, la pose, la comunicación y la seguridad de candidatas provenientes de diferentes países (independientes o autónomos). Cada concursante representa únicamente a su país de origen y la ganadora del título lo lleva por un periodo de alrededor de un año, añadiendo a él, el año en que lo ganó. Miss Intercontinental 2024 y actual reina del certamen, es María del Mar Cepero Jiménez, de Puerto Rico.
Miss Intercontinental es un concurso popular y con gran seguimiento en Europa,
y muchos países Africanos, además goza de cierta popularidad en las Filipinas y el Caribe, en cambio, en la mayor parte de América y Asia, es conocido pero poco seguido. La empresa dueña del certamen es The Miss Intercontinental Organization S.A., que conforma la Miss Intercontinental Organization (Organización Miss Intercontinental—MIO, por sus siglas en inglés–). Esta misma organización mantiene, comercia y agenda las actividades y necesidades de la portadora del título, siendo su imagen principal la Miss Intercontinental en funciones.

## Historia
Miss Intercontinental es un concurso y título de belleza femenina. Comenzó oficialmente en Aruba en 1973 como Miss Teenage Intercontinental. El desfile fue organizado por Rene Lacle. El concurso tiene su sede compartida en Alemania y Panamá. La actual Miss Intercontinental es María del Mar Cepero Jiménez de Puerto Rico.
Desde 2011 este certamen realiza su elección por regiones continentales (específicamente al dividir entre Sudamérica y Norteamérica siendo estos en conjunto el continente americano), tal como su nombre lo indica, llegando solo una de cada continente al top 5. Es considerado entre los siete certámenes de belleza más importantes del mundo.[cita requerida]

## Países ganadores
| #  | Año       | País                                 | Miss Intercontinental             | Ciudad o País Anfitrión          |
| -- | --------- | ------------------------------------ | --------------------------------- | -------------------------------- |
| 1  | 1971      | Perú                                 | Magnolia Martínez Rojas           | Oranjestad, Aruba                |
| 2  | 1972      | Brasil                               | Jane Vieira Macambira             | Oranjestad, Aruba                |
| 3  | 1973      | Estados Unidos                       | Barbara Jean Sergi                | Oranjestad, Aruba                |
| 4  | 1974      | Venezuela                            | María Emilia De Los Ríos          | Oranjestad, Aruba                |
| 5  | 1975      | Irán                                 | Shohreh Raissi Nikpour            | Oranjestad, Aruba                |
| 6  | 1976      | Nicaragua                            | Ivania Dolores Navarro Genie      | Oranjestad, Aruba                |
| 7  | 1977      | Inglaterra                           | Elizabeth Ann Jones               | Oranjestad, Aruba                |
| 8  | 1978      | India                                | Elizabeth Anita Reddi             | Oranjestad, Aruba                |
| 9  | 1979      | Estados Unidos                       | Maryanne Shaugnessey              | Oranjestad, Aruba                |
| 10 | 1980      | Argentina                            | Elizabeth Patricia Gasiewicz      | Punto Fijo, Venezuela            |
| 11 | 1981      | Brasil                               | Cristiane Lisita Passos           | Barranquilla, Colombia           |
| 12 | 1982      | Estados Unidos                       | Jodee Joy Dominici                | Cartagena de Indias, Colombia    |
| 13 | 1983-1984 | Holanda                              | Brigitte Bergman                  | Oranjestad, Aruba                |
| 14 | 1985      | República Dominicana                 | Sumaya Alejandrina Heinsen Pérez  | Lagos, Nigeria                   |
| 15 | 1986      | Puerto Rico                          | Elizabeth Robinson Latalladi      | Lagos, Nigeria                   |
| 16 | 1987      | Perú                                 | Patrizia Kuypers                  | Lagos, Nigeria                   |
| 17 | 1988      | Curazao                              | Joan Marie Maynard                | Lagos, Nigeria                   |
| 18 | 1989      | Nigeria                              | Bianca Odinaka Onoh               | Lagos, Nigeria                   |
| 18 | 1989      | República Dominicana                 | Brenda Marte Lajara               | Lagos, Nigeria                   |
| 19 | 1990      | Jamaica                              | Sandra Foster                     | Lagos, Nigeria                   |
| 20 | 1991      | Puerto Rico                          | Carmen Lynda Díaz                 | Lagos, Nigeria                   |
| 20 | 1991      | Rusia                                | Elena Ivanova                     | Bonn, Germany                    |
| 21 | 1992      | Alemania                             | Susanne Petry                     | Eschweiler, Alemania             |
| 22 | 1993      | Alemania                             | Verona Feldbusch                  | Bonn, Alemania                   |
| 23 | 1994      | Estados Unidos                       | Kimberly Anne Byers               | Düsseldorf, Alemania             |
| 24 | 1995      | Islas Vírgenes de los Estados Unidos | Melissa Cortez                    | Dresde, Alemania                 |
| 25 | 1996      | Tahití                               | Timeri Andréa Françoise Baudry    | Tréveris, Alemania               |
| 26 | 1997      | India                                | Lara Dutta                        | Friburgo de Brisgovia, Alemania  |
| 27 | 1998      | Brasil                               | Janaína Vizeu Berenhauser Borba   | Bonn, Alemania                   |
| 28 | 1999      | Turquía                              | Mine Erbaykent                    | Bochum, Alemania                 |
| 29 | 2000      | Alemania                             | Sabrina Schepmann                 | Kaiserslautern, Alemania         |
| 30 | 2001      | Venezuela                            | Ligia Fernanda Petit Vargas       | Coburgo, Alemania                |
| 31 | 2002      | Curazao                              | Rychacviana Coffie                | Fürth, Alemania                  |
| 32 | 2003      | Líbano                               | Dominique Hourani                 | Berlín, Alemania                 |
| 33 | 2004      | Colombia                             | Deissy Catalina Valencia Deossa   | Hohhot, Mongolia Interior, China |
| 34 | 2005      | Venezuela                            | Emmarys Diliana Pinto Peralta     | Huangshan, China                 |
| 35 | 2006      | República Eslovaca                   | Katarína Manová                   | Nassau, Bahamas                  |
| 36 | 2007      | Líbano                               | Nancy Afiouni                     | Mahé, Seychelles                 |
| 37 | 2008      | Colombia                             | Cristina Lucía Camargo de la Rans | Zabrze, Polonia                  |
| 38 | 2009      | Venezuela                            | Hannelly Zulami Quintero Ledezma  | Minsk, Bielorrusia               |
| 39 | 2010      | Puerto Rico                          | Maydelise Columna Rodríguez       | Punta Cana, República Dominicana |
| 40 | 2011      | Estados Unidos                       | Jessica Ann Hartman               | Orihuela, España                 |
| 41 | 2012      | Venezuela                            | Daniela Xanadú Chalbaud Maldonado | Aquisgrán, Alemania              |
| 42 | 2013      | Rusia                                | Ekaterina Plekhova                | Magdeburg, Alemania              |
| 43 | 2014      | Tailandia                            | Patraporn Wang                    | Magdeburg, Alemania              |
| 44 | 2015      | Rusia                                | Valentina Rasulova                | Magdeburg, Alemania              |
| 45 | 2016      | Puerto Rico                          | Heilymar Rosario Velásquez        | Colombo, Sri Lanka               |
| 46 | 2017      | México                               | Verónica Salas Vallejo            | Hurgada, Egipto                  |
| 47 | 2018      | Filipinas                            | Karen Juanita Boyonas Gallman     | Manila, Filipinas                |
| 48 | 2019      | Hungría                              | Fanni Mikó                        | Sharm el-Sheij, Egipto           |
| 49 | 2021      | Filipinas                            | Cinderella Faye Elle Obeñita      | Sharm el-Sheij, Egipto           |
| 50 | 2022      | Vietnam                              | Lê Nguyễn Bảo Ngọc                | Sharm el-Sheij, Egipto           |
| 51 | 2023      | Tailandia                            | Chatnalin Chotjirawarachat        | Sharm el-Sheij, Egipto           |
| 52 | 2024      | Puerto Rico                          | María del Mar Cepero Jiménez      | Sharm el-Sheij, Egipto           |

## Ranking de países y territorios ganadores
| País/Territorio                      | Títulos | Años ganados                 |
| ------------------------------------ | ------- | ---------------------------- |
| Puerto Rico                          | 5       | 1986, 1991,2010, 2016, 2024  |
| Venezuela                            | 5       | 1974, 2001, 2005, 2009, 2012 |
| Estados Unidos                       | 5       | 1973, 1979, 1982, 1994, 2011 |
| Rusia                                | 3       | 1991,2013, 2015              |
| Alemania                             | 3       | 1992, 1993, 2000             |
| Brasil                               | 3       | 1972, 1981, 1998             |
| Tailandia                            | 2       | 2014, 2023                   |
| Filipinas                            | 2       | 2018, 2021                   |
| Colombia                             | 2       | 2004, 2008                   |
| Líbano                               | 2       | 2003, 2007                   |
| Curazao                              | 2       | 1988, 2002                   |
| India                                | 2       | 1978, 1997                   |
| República Dominicana                 | 2       | 1985, 1989                   |
| Perú                                 | 2       | 1971, 1987                   |
| Vietnam                              | 1       | 2022                         |
| Hungría                              | 1       | 2019                         |
| México                               | 1       | 2017                         |
| República Eslovaca                   | 1       | 2006                         |
| Turquía                              | 1       | 1999                         |
| Tahití                               | 1       | 1996                         |
| Islas Vírgenes de los Estados Unidos | 1       | 1995                         |
| Jamaica                              | 1       | 1990                         |
| Nigeria                              | 1       | 1989                         |
| Holanda                              | 1       | 1983                         |
| Argentina                            | 1       | 1980                         |
| Inglaterra                           | 1       | 1977                         |
| Nicaragua                            | 1       | 1976                         |
| Irán                                 | 1       | 1975                         |

## Galería de ganadoras

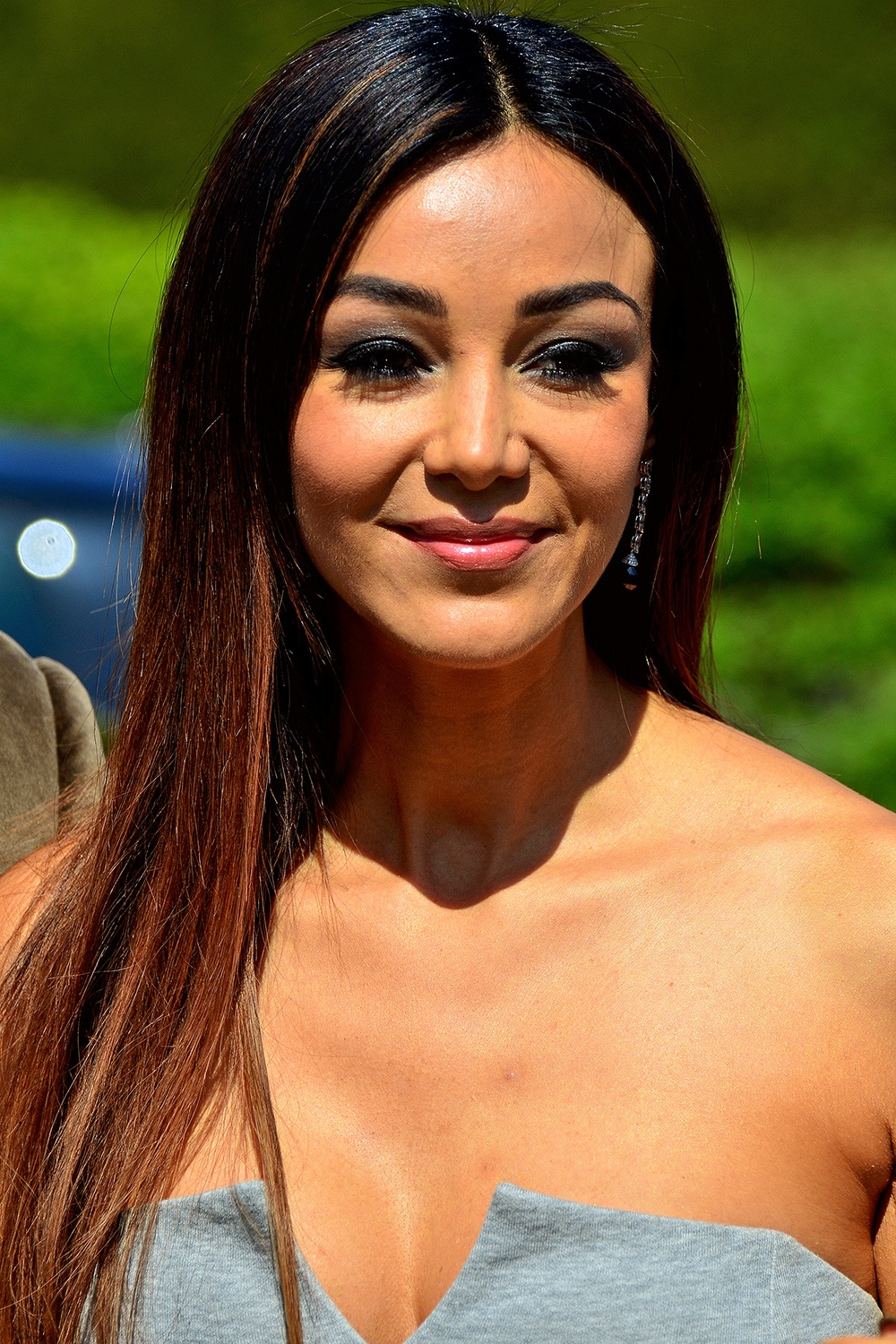
Miss Intercontinental 1993 Alemania Verona Feldbusch
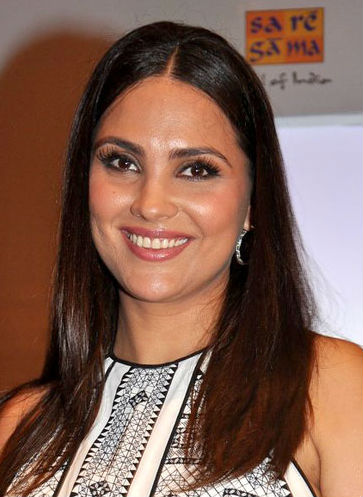
Miss Intercontinental 1997 India Lara Dutta
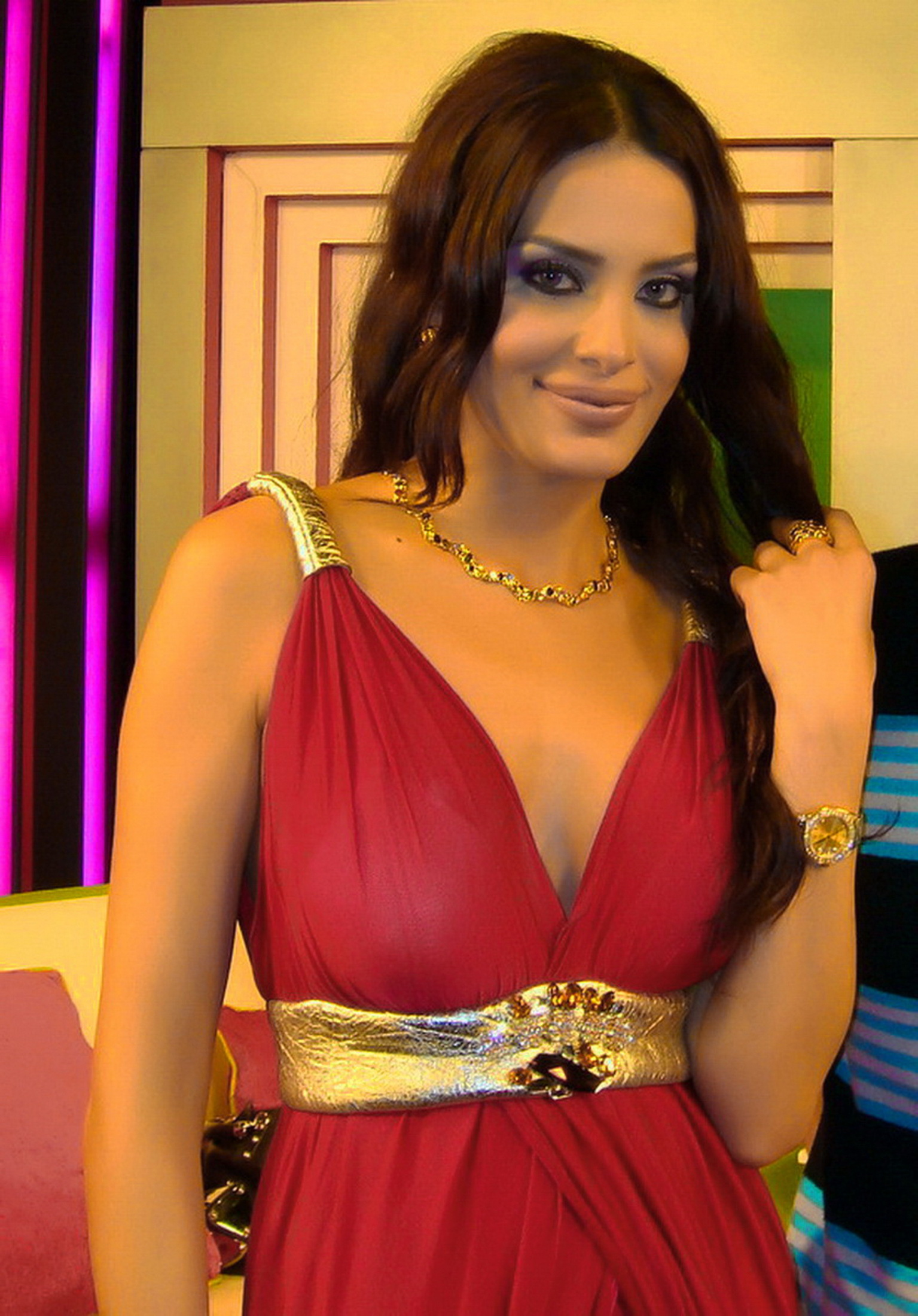
Miss Intercontinental 2003 Líbano Dominique Hourani
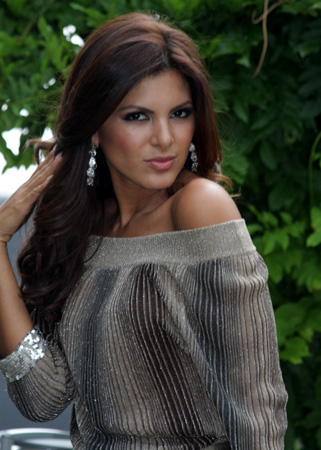
Miss Intercontinental 2009 Venezuela Hannelly Quintero

## Reinas continentales
| Edición | Miss Sudamérica Intercontinental        | Miss Norteamérica Intercontinental      | Miss Europa Intercontinental                  | Miss Asia Intercontinental          | Miss África Intercontinental      |
| ------- | --------------------------------------- | --------------------------------------- | --------------------------------------------- | ----------------------------------- | --------------------------------- |
| 2008    | Brasil - Vanessa Guimaraes              | República Dominicana - Flor Elisa Jesis | Bielorrusia} Bielorrusia - Lyubov Yakovina    | Singapur - Lilian Lee               | Seychelles - Noele Joubert        |
| 2009    | Venezuela - Hannelly Quintero           | Puerto Rico - Rosana Padro              | Bielorrusia - Mariya Yesmna                   | Corea del Sur - Cha Ye-lin          | Etiopía - Hiwot Tesfaye           |
| 2010    | Perú - Karen Schwarz                    | Puerto Rico - Maydelise Columna         | Polonia - Izabela Wilczek                     | Filipinas - Christi Lynn McGarry    | Etiopía - Rodina Gebremariam      |
| 2011    | Jamaica - Chavoy Gordo                  | Estados Unidos - Jessica Hartman        | España - Gloria Martínez                      | China - Gong Rui                    | Etiopía - Betelhem Hailu          |
| 2012    | Venezuela - Daniela Chalbaud            | Puerto Rico - Génesis Dávila            | Inglaterra - Laura Ashfield                   | Tailandia - Natthida Pekkhad        | Sudáfrica - Roxanne Amy Zeller    |
| 2013    | Colombia - Margarita Peralta            | Puerto Rico - Aleyda Ortiz              | Rusia - Ekaterina Plekhova                    | Filipinas - Andrea Koreen Medina    | Sudáfrica - Kayla Nel             |
| 2014    | Argentina - Nadina Vallina              | Cuba - Jeslie Mergal                    | Portugal - Joana Martins                      | Filipinas - Kris Tiffany Janson     | Sudáfrica - Donique Leonard       |
| 2015    | Venezuela - Katherine García            | Estados Unidos - Brianne Bailey         | Rusia - Valentina Rasulova                    | Filipinas - Christi Lynn McGarry    | Zimbabue - Tendai Bongani Humda   |
| 2016    | Venezuela -Amal Karina Nemer            | Puerto Rico - Heylimar Rosario          | Italia - Fioriana Russo                       | Sri Lanka - Tracy De Zilva          | Ghana - Silvia Commodore          |
| 2017    | Brasil - Amanda Cardoso                 | México - Verónica Salas                 | Países Bajos - Cathelijne Madelief Heppenhuis | Filipinas - Katarina Rodríguez      | Nigeria - Abigail Esther Ejike    |
| 2018    | Colombia - Hillary Hollmann Del Prado   | Costa Rica - Adriana Moya               | Eslovaquia - Laura Longauerová                | Filipinas - Karen Juanita Gallman   | Etiopía - Bella Lire Lapso        |
| 2019    | Perú - Tiffany Yoko Chong               | Estados Unidos - Mónica Aguillar        | Hungría - Fanni Mikó                          | Tailandia - Jane Naruemon Kampan    | Sudáfrica - Dane Venter           |
| 2021    | Colombia - María Paula Castillo         | México - Paulina Uceda                  | Reino Unido - Romy Simpkins                   | Filipinas - Cinderella Faye Obeñita | Seychelles - Kelly-Mary Anette    |
| 2022    | Brasil - Maria Cecília Almeida de Sousa | Puerto Rico - Mariela Pepín Solís       | Alemania - Tatjana Genrich                    | Vietnam - Lê Nguyễn Bảo Ngọc        | Nigeria - Joy Raimi Mojisola      |
| 2023    | Colombia - Marelis Salas                | México - Cristina Villegas              | Rusia - Daria Reshta                          | Vietnam - Lê Nguyễn Ngọc Hằng       | Sierra Leona - Christiana Johnson |
| 2024    | Venezuela - Georgette Musrie            | Estados Unidos - Kenyatta Beazer        | Alemania - Celina Weil                        | Vietnam - Bùi Khánh Linh            | Zimbabue - Amanda Peresu          |